# Liste von Profanbauten in Mariupol
Die Liste von Profanbauten in Mariupol beschreibt ausgewählte Profan-Gebäude in Mariupol, darunter besonders Backstein-Gebäude der Zeit um 1900, die im „eklektischen Stil erbaut (wurden), (…) manchmal (…) deutlich den Einfluss des Neoklassizismus, der Moderne und (…) der Neugotik erkennen“ lassen. Daneben wurden auch markante Gebäude des 20. Jahrhunderts mit aufgenommen, hierbei besonders Bauten des Sozialistischen Klassizismus sowie Infrastruktur-Gebäude.

## Historischer Hintergrund
1882 erreichte ein Zweig der Katharinenbahn die Stadt und 1889 wurde ein moderner Tiefwasserhafen an der Küste des Asowschen Meeres eröffnet. Zwei Hüttenwerke wurden eröffnet, ausländische Konsulate und Handelsvertretungen entstanden. Diese erbauten repräsentative Geschäfts-, Herren- und Wohnhäuser. In dieser Zeit entstanden auch zahlreiche Bildungseinrichtungen, im 20. Jahrhundert zudem vermehrt Verkehrsbauten (wie Busbahnhof und Flughafen) und Kultureinrichtungen, darunter mehrere Kulturpaläste.
 Bekannte Stadtbaumeister ab 1870 
- Samuel Josipowitsch Ber (ukrainisch: Самуїл Йосипович Бер / russisch Самуил Иосифович Бер)[2] (1854–1905), ausgebildet in St. Petersburg, ging spätestens 1883 nach Chabarowsk, wo er als Architekt und Rabbiner wirkte[3][4]
- Adolf Gustawowitsch Emerik (ukrainisch: Адольф Густавович Емерік / russisch: Адольф Густавович Эмерик)[2]
- 1900 oder 1901 wurde Wiktor Nilsen vom Mariupoler Bürgermeister Iwan Alexejewitsch Popow (russisch: Иван Алексеевич Попов) zum Stadtbaumeister der Stadt Mariupol ernannt.[2]
- Alexander Fjodorowitsch Potlow ab 1947
- Eugen Leonidowitsch Janowizki Євген Леонідович Яновицький, geboren 1971 in Kiew.
- A. Veselov (russisch: А. Веселов), Chefarchitekt im Jahre 1958 von Mariupol (später von Zhdanov) (russisch: Главный архитектор Мариуполя, а тогдашнего Жданова)

Im Zweiten Weltkrieg wurden Teile der Stadt durch die abziehenden deutschen Besatzer in Brand gesteckt und zum Beispiel der Kulturpalast der Matrosen und die Wohnhäuser von Alexander Dawidowitsch Charadschajew zerstört. Während der Belagerung von Mariupol im Frühjahr 2022 wurden große Teile der Stadt schwer beschädigt. Neben den Sakralbauten Mariupols blieben auch zahlreiche Profanbauten nicht verschont: Der Flughafen, der Bahnhof und der Busbahnhof, das Dramatheater, die Stadtbibliothek und das Spartak-Hotel, mehrere Schulen, Sportstätten, Fabriken und Kulturpaläste wurden Opfer der Kriegshandlungen.

## Bedeutende Gebäude
| Name                                                             | Ukrainischer Name                                                                                             | Bild                      | Adresse                                     | Baujahr                     | Erhalten | Architekt                                        | Beschreibung |
| ---------------------------------------------------------------- | --- | ------------------------- | ------------------------------------------- | --------------------------- | -------- | ------------------------------------------------ | --- |
| Alter Wasserturm                                                 | Стара вежа |                           | Архітектора Нільсена вулиця, 34             | 1910                        | ja       | Wiktor Nilsen                                    | Erbaut als Wasserturm, später Feuerwehrturm, dann Bankfiliale, zuletzt Kultur- und Tourismuszentrum |
| Haus des Abram Tregubov                                          | Дома Трегубова у Театрального сквера                                                                          |                           | Університетська вулиця 58 (am Theaterplatz) | im frühen 20. Jahrhundert   | ja       |                                                  | Abram Tregubov (russisch: Абрам Трегубов; 1864–1924) war ein jüdischer Mariupoler Geschäftsmann, der als Sohn von Michail Tregubov und Fruma Vilensky geboren wurde und mit Amaliya Eyngorn verheiratet war. Areal später von Azovintex genutzt. Das Hofgebäude mit dem Turm im Frühjahr 2022 bei der Belagerung von Mariupol ausgebrannt und schwer beschädigt (alle Dächer komplett zerstört). |
| Haus des William Fomich Walton                                   | Особняк британского вице-консула Вильяма Вальтона / Изначально особняк В.Ф.Вальтона – консула Великобритании. |                           | Георгіївська вулиця 72                      | im frühen 20. Jahrhundert   | ja       |                                                  | William Fomich Walton war britischer Vizekonsul |
| Haus des Wasily Iwanowitsch Hyatsintov                           | Особняк Гиацинтова / Колишнє Реальне училище Гіацинтова.                                                      |                           |                                             | im frühen 20. Jahrhundert   | ja       |                                                  | Wasily Iwanowitsch Hyatsintov war der Gründer und Besitzer der Mariupol Real School. Die Innenausstattung des Hauses entsprach dem hohen Stand der Besitzer – gesetzte Parkette, Stuckverzierungen, geschnitzte Eichentüren, Fenster mit kupferfarbenen Fensterläden. Das Gelände war von einem schmiedeeisernen Gitterzaun umgeben, der mit Schlangenköpfen geschmückt war, und der Hinterhof war mit einem großen Garten geschmückt. Seit dem 29. Oktober 2010 befindet sich ein Museum im Haus. |
| Haus des Peter Regir                                             | Особняк судовладельца Регира                                                                                  |                           |                                             | im frühen 20. Jahrhundert   | ja       |                                                  | Peter Regir war ein Reeder, als der Hafen von Mariupol zu einem Umschlagplatz für Kohle und Getreide wurde. Das zweistöckige Haus hat ein Eingangsportal auf der linken Seite der Fassade, das reich mit Ornamenten und Maskaronen verziert ist. |
| Haus des Sergej Fjodorowitsch Gamper                             | Дом врача Гампера                                                                                             |                           | Вулиця Земська 45                           | 1897                        | ja       |                                                  | Sergej Fjodorowitsch Gamper war Chefarzt des Krankenhauses von Mariupol. Dr. Sergei Gamper ließ sein Haus im Jahre 1897 im neugotischen Stil der Backsteingotik erbauen. Im April 2022 schwer beschädigt (Loch in der Fassade, Dach und Innenausstattung beschädigt). |
| Continental-Hotel                                                | Гостиница «Континенталь»                                                                                      |                           | Проспект Миру 25 / Вулиця Харлампіївська 17 | 1887–1897 und 1910          | Ruine    | Fjodor Ossipowitsch Schechtel                    | Das historische Gebäude wurde in zwei Bauphasen für den Bauherrn und Eigentümer V. Tommaso erbaut. Bei der Belagerung von Mariupol im Frühjahr 2022 schwer beschädigt und ausgebrannt, wobei auch das Dach komplett zerstört wurde. |
| Spartak-Hotel                                                    | Отель «Спартак»                                                                                               |                           | Харлампіївська вулиця, 13                   | 1884                        | Ruine    |                                                  | Erbaut als Villa des Vizekonsuls, nach der Oktoberrevolution Hotel. Während der Belagerung von Mariupol schwer beschädigt (ausgebrannt). |
| Haus der weinenden Nymphe                                        | Дом Виктора Нильсена                                                                                          |                           | Вулиця Семенишина 49                        | im frühen 20. Jahrhundert   | ja       | Wiktor Nilsen                                    | Wiktor Nilsen entwarf und erbaute das historische Gebäude im Jugendstil. |
| Haus der Löwen                                                   | Дом со львами / Дом Я.С.Гугеля – первого директора завода «Азовсталь»                                         |                           | Архітектора Нільсена вулиця 10              | im frühen 20. Jahrhundert   | ja       | Wiktor Nilsen                                    | Wiktor Nilsen entwarf und erbaute das historische Gebäude mit Löwenköpfen. Wohnhaus von Ya. S. Gugel, dem ersten Direktor des Azovstal-Werks. |
| Darius-Mädchengymnasium                                          | Женская гимназия Дарий                                                                                        |                           | Вулиця Італійська 55                        | im frühen 20. Jahrhundert   | ja       |                                                  | benannt nach Neonila Sawitschna Darius (russisch Неонила Саввична Дарий) |
| Geschäftshaus der Brüder Abadaschew                              | Магазины братьев Абадашевых на углу Торговой                                                                  | Das Geschäftshaus um 1900 | Миру проспект 9/22 / Вулиця Торгова         | im frühen 20. Jahrhundert   | Ruine    |                                                  | beherbergte zuletzt eine Schauspielschule für Kinder (Детская Академия Театра и Кино Мариуполь) – während der Belagerung von Mariupol 2022 massiv beschädigt und ausgebrannt |
| Theologische Schule / ehemaliges Priesterseminar                 | Духовное училище/Колишнє Духовне училище                                                                      |                           |                                             | 11. September 1880          | ja       |                                                  | |
| Kammerphilharmonie Mariupol                                      | Маріупольська камерна філармонія                                                                              |                           | Проспект Металургів, 52                     | 1950er                      | ja       |                                                  | die Kammerphilharmonie Mariupol (russisch Мариупольская камерная филармония) befindet sich im ehem. Kulturpalast Markochim (ukrainisch Палац культури «Маркохім», russisch Дворец культуры «Маркохим») am Prospekt der Metallurgen 52 (russisch проспект Металлургов, 52). Bis 2017 gehörte das Gebäude dem Hüttenwerk Azovstal. |
| Theater                                                          | Донецький академічний обласний драматичний театр                                                              |                           | Театральна площа 1                          | 1959                        | nein     |                                                  | Im März 2022 beim Luftangriff auf das Theater von Mariupol zerstört. |
| Haus Oksjusow                                                    | Дом Харлампию/Харитону Васильевичу Оксюзову / доме Оксюзова (Училище)                                         |                           | Миколаївська вулиця 7/17                    | im frühen 20. Jahrhundert   | ja       |                                                  | |
| Gymnasium Alexandrinum Mariupol                                  | Олександрівська чоловіча гімназія                                                                             |                           | Вулиця Георгіївська 69                      | 1895                        | ja       |                                                  | Ende April 2022 schwer beschädigt: Teile des Daches und der Fassade wurden zerstört. |
| Staatliche Technische Universität des Rajon Pryasowske           | Приазовський державний технічний університет, старий корпус                                                   |                           | Вулиця Італійська 115                       | spätes 19. Jahrhundert      | ja       |                                                  | Das Hauptgebäude im Frühjahr 2022 beschädigt, die neueren Gebäude im Areal sowie die Tatiana-Kapelle teils schwer beschädigt. |
| Gebäude der Bezirksverwaltung Zemsky                             | Земська управа / Маріуполь Повітова Земська управа                                                            |                           | Вулиця Земська                              | 1875–1876                   | nein     |                                                  | Das Gebäude der Bezirksverwaltung Zemsky in der Stadt wurde in den Jahren 1875–1876 gebaut |
| Wohn- und Geschäftshaus des Alexander Dawidowitsch Charadschajew | будинок Хараджаєва (Олександр Давидович Хараджаев) (1826–1894)                                                |                           | Вулиця Земська                              | 1875–1876                   | nein     |                                                  | Alexander Dawidowitsch Charadschajew war Bürgermeister von Mariupol (1860 bis 1864). Sein Haus wurde in den Jahren 1875–1876 erbaut. Das Gebäude brannte im 2. Weltkrieg aus. An seiner Stelle wurde das Haus Kuindschi-Straße 48 erbaut. |
| Flughafen                                                        | аеропорт |                           |                                             | 1967                        | Ruine    |                                                  | Das Mosaik (Von den Skythen ins Weltall (russisch От скифов к космосу) von Wiktor Michailowitsch Arnautow) in der Lobby wurde restauriert und überstand sowohl die Nutzung der Gebäude durch das ukrainische Militär (2014–2016) als auch die schwere Beschädigung im Jahr 2022. |
| Jurjews Haus in Mariupol                                         | Будинок Юр'єва (Ілля Еммануїлович Юр’єв, П. Урбанському)                                                      |                           | Проспект Миру 40                            | Anfang des 20. Jahrhunderts | Ruine    |                                                  | Das Haus wurde bewohnt von Ilya Emmanuilovich Yuriev. Er war ein Rechtsanwalt am Bezirksgericht. 1906 wurde er für vier Jahre in den Gemeinderat gewählt. Auf der ersten Sitzung des Mariupoler Gemeinderats, die am 31. März 1907 eröffnet wurde, wurde er zu ihrem Vorsitzenden gewählt.In der Ausgabe der Zeitung «Маріупольський довідковий листок» vom 11. August 1900 wird angegeben, dass sich die Redaktion dieser Veröffentlichung in seinem Haus befand. Nach dem Tod Jurjews erwarb das Haus der Mariupoler Geschäftsmann P. Urbansky. – bei der Belagerung von Mariupol im Frühjahr 2022 ausgebrannt, Ecke eingestürzt. |
| Asowstahl-Häuser                                                 | Квартирный дом завода Азовсталь                                                                               |                           | Проспект Миру 62 & 63                       | 1952                        | Ruine    | Aleksandr Lukjanow (russisch Александр Лукьянов) | das südliche (Nr. 62, Fassade gelb) vier-etagiges Wohnhaus mit 53 Wohnungen, errichtet für Asow-Stahl, nördlich gegenüber (Nr. 63, Fassade rosa) gespiegeltes Gebäude – bei der Belagerung von Mariupol im Frühjahr 2022 schwer beschädigt, Teile ausgebrannt |
| Haus mit der Uhr                                                 | Дом с часами                                                                                                  |                           | Проспект Миру, 75b                          | 1950er Jahre                | nein     |                                                  | Bei der Belagerung von Mariupol im Frühjahr 2022 schwer beschädigt, im Dezember 2022 und im Januar 2023 durch russische Besatzer abgerissen. |
| Kuindschi-Straße 35 und 48                                       | Будинки зі шпилем                                                                                             |                           | Вулиця Артема 35 & 48                       | 1952–1953                   | Ruine    | Lew Janowizki                                    | Im Februar 2022 schwer beschädigt (u. a. Dachstuhl zerstört) |
| Ostoslawskaja-Gymnasium                                          | Гімназія Остославської                                                                                        |                           | Вулиця Георгіївська 63                      | 1887                        | Ruine    |                                                  | Als private Mädchenschule gegründet, dann Progymnasium, schließlich Gymnasium – im Bürgerkrieg als Kaserne genutzt und abgebrannt – nach Wiederaufbau Polizeistation – diese am 9. Mai 2014 bei Überfall abgebrannt |
| Asowmasch                                                        | Азовмаш |                           |                                             | Mitte 20. Jahrhundert       | Ruine    |                                                  | Mosaike der Künstler Walentin Konstantinow (Валентин Константинов) und Lel Kuzminkow (Лель Кузьминков) |
| Bahnhof                                                          | Вокзал |                           | Вулиця Лінника, 74                          | 1974                        | Ruine    |                                                  | Vorgänger 1882–1974 Neubau eröffnet – Halle mit Mosaik Metallbauer/Металурги aus dem Jahre 1973 der Künstler Walentin Konstantinow (Валентин Константинов) und Lel Kuzminkow (Лель Кузьминков) – Gebäude im Frühjahr 2022 bei der Belagerung von Mariupol massiv beschädigt |
| Kulturzentrum Iskra                                              | Палац культури «Іскра»                                                                                        |                           | Нікопольський проспект 143                  | 1965–1966                   | Ruine    |                                                  | Mosaike der Künstler Kotkow, Lamach und Litowtschenko – 2022 schwer beschädigt |
| Kulturpalast der Matrosen                                        | Дворец культуры моряков                                                                                       |                           | Проспект Луніна, 173                        | 1936–1940                   | ja       | G. I. Lebedinskij (1906–1997)                    | Im Zweiten Weltkrieg erst Stützpunkt der Roten Armee, dann der Wehrmacht, 1943 abgebrannt, in den 1960er Jahren zu einem Firmensitz umgebaut, heute Bürogebäude |
| Kulturpalast Tschajka                                            | Міський Палац Культури «Чайка»                                                                                |                           | Проспект Луніна, 71                         | 1958                        | Ruine    |                                                  | früher Kulturhaus der Matrosen (russisch: Дом Культуры Моряков), Umbenennung nach Übernahme durch die Stadt – 2022 schwer beschädigt |
| Kulturzentrum Liwobereschna                                      | Центр культури «Лівобережний»                                                                                 |                           | Московська вулиця, 42                       | 1952–1953                   | Ruine    |                                                  | früher Kulturpalast der Erbauer (russisch: Дворец культуры Строителей), 1996 Umbenennung in Städtischer Kulturpalast (Міський палац культури) – 2022 schwer beschädigt |
| Karl-Marx-Kulturpalast                                           | Дворец культуры имени Карла Маркса                                                                            |                           | Семашка вулиця, 19                          | 1897                        | Ruine    |                                                  | erbaut als Klubhaus, 1957 in Kulturpalast umbenannt, 1987 Museum zur Geschichte der Iljitsch Metallurgie im Obergeschoss eröffnet, 2022 Gebäude zerstört |
| Städtischer Kulturpalast «Ukrainisches Haus»                     | Міський Палац Культури «Український дім»                                                                      |                           | Проспект Металургiв, 150                    | 1982                        | Ruine    |                                                  | Hieß zuvor russisch Дворец Культуры Металлургов (Kulturpalast der Metallurgen), 2022 während der Belagerung von Mariupol schwer beschädigt |
| Kino Taras Schewtschenko                                         | кинотеатр Тараса Шевченко                                                                                     |                           | Нікопольський проспект 59                   | 1960er Jahre                |          |                                                  | Für 700 Zuschauer angelegtes Breitbandkino – Schewtschenko-Wandmosaik aus dem Jahr 1965 von Jakow Rajzin (Яков Райзін), Nikolai Tichonow (Николай Тихонов), Alexander Ketschedschi (Александр Кечеджи) |
| Haus der Kommunikation                                           | Будинок зв’язку                                                                                               |                           | Проспект Миру, 85                           | 1960er Jahre                |          |                                                  | Als eines der ersten größeren Gebäude bei der Belagerung von Mariupol im März 2022 schwer beschädigt. |
| Supermarkt Kiew / Restaurant Ukraine                             | Гастронома «Киев»                                                                                             |                           | Проспект Миру, 48                           | um 1940                     | ja       |                                                  | War im Zweiten Weltkrieg ein Soldatenklub, blieb vom Stadtbrand 1943 verschont und wurde daher am 16. Oktober 1943 als Theater eröffnet, aber um 1947/1949 geschlossen – 60 m² großes Wandmosaik Blühende Ukraine (1967; russisch Цветущая Украина) von Halyna Subtschenko, Hryhorij Pryschedko, Alla Horska – im Restaurant Ukraine (später Arystokrat, Metropol) wurden bei einer Renovierung 2008 zwei weitere Wandmosaike von Alla Horska entdeckt, die Baum des Lebens (ukrainisch Дерево Життя, 35 m²) bzw. Falke (ukrainisch Боривітер) hießen – auch sie entstanden 1967 zusammen mit anderen Künstlern (Subtschenko, Pryschedko, W. Sarezkij, B. Plaksij, W. Prachnina, N. Switlytschnoj) – sie wurden am 24. Februar 2022 schwer beschädigt. |
| Gebäude der Wasserstation von Azovstal                           | Здание водной станции ОАО Азовсталь / водной станции                                                          |                           |                                             |                             |          |                                                  | „Jugend“-Wandmosaik (107 Quadratmeter) aus dem Jahr 1971 von Walentin Konstantinow (Валентин Константинов) und Lel Kuzminkow (Лель Кузьминков) |
| Kino Lenin                                                       | Кинотеатр имени Ленина                                                                                        |                           | Вулиця Сергія Лазо, 50                      |                             |          |                                                  | Das nach Lenin benannte Kino ist eines der ältesten in Mariupol. Das Gebäude befindet sich im Stadtteil Liwobereschna in der Serhija-Lazo-Straße 50 (Roschdestwenskaja, 50). Der Zuschauerraum war für 324 Sitzplätze ausgelegt. |
| Kino Sawona                                                      | Кінотеатр Савона                                                                                              |                           | Проспект Будівельників, 134                 |                             |          |                                                  | wurde während der Belagerung von Mariupol von der Stadt als Notunterkunft geöffnet und erlitt Beschädigungen |
| Kino Sojus / Multicenter                                         | Кінотеатр «Союз» / Соціальний офіс «Мультицентр»                                                              |                           | Вулиця Українського Козацтва                |                             |          |                                                  | Das ehemalige Kino wurde zu einem Multicenter umgebaut. Der frühere Eingangsbereich wurde durch eine neue Glasfassade ersetzt. Erhalten blieb das Wandrelief aus dem Jahr 1977 von Yakov Raizin (Яков Райзін), Nikolai Tikhonov (Николай Тихонов) |

## Weitere öffentliche Gebäude

### Verkehrsbauten

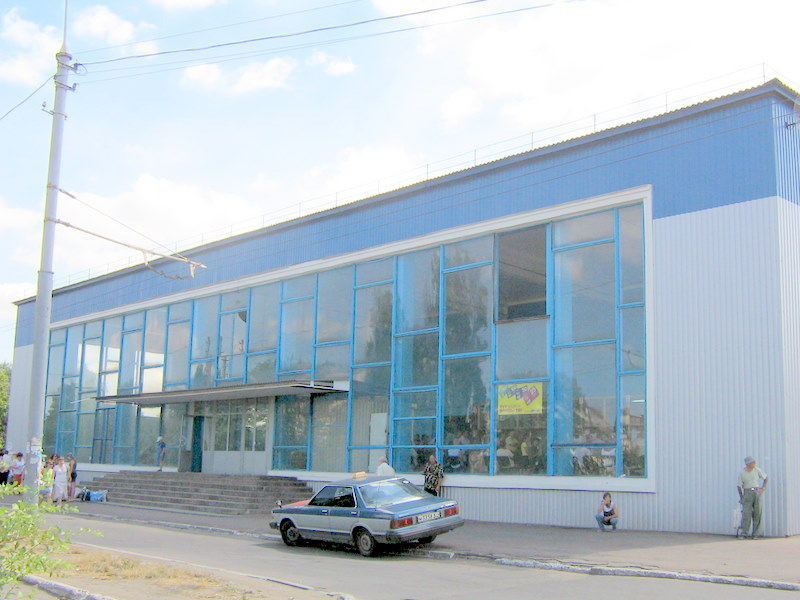
Busbahnhof (ukrainisch: Автовокзал)
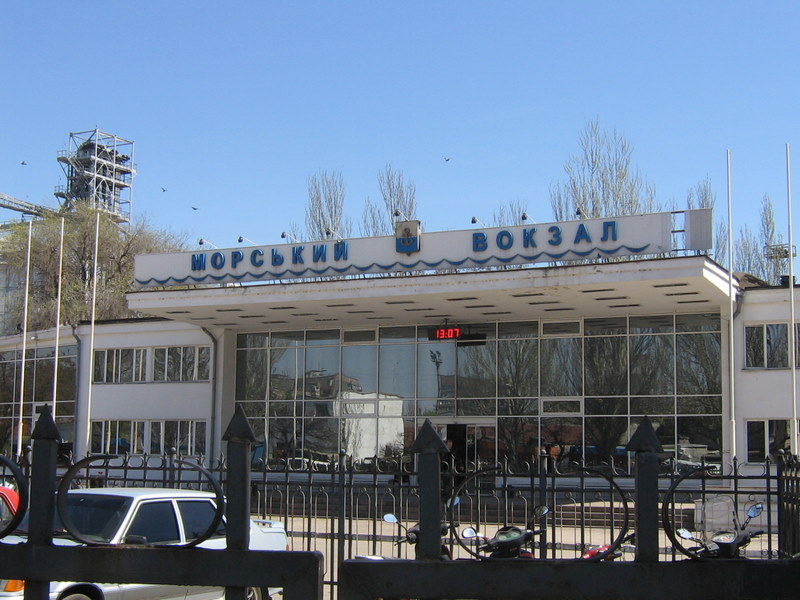
Marinestation (ukrainisch: Морський вокзал)

### Portalbauten

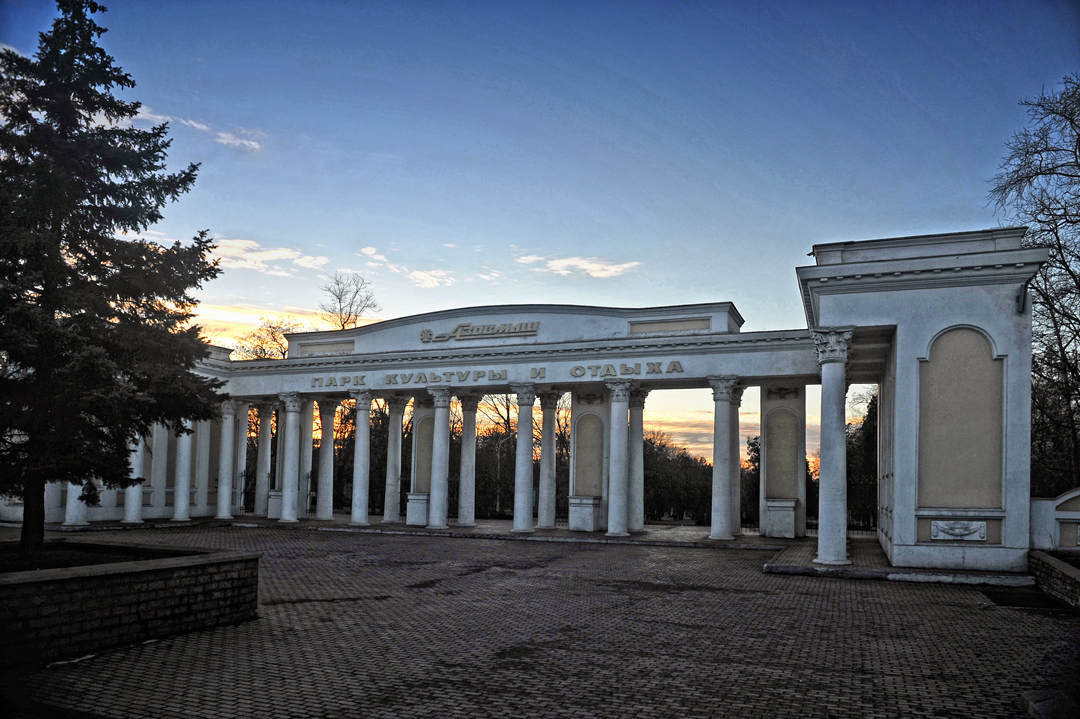
Winterpark (ukrainisch Зимний парк)
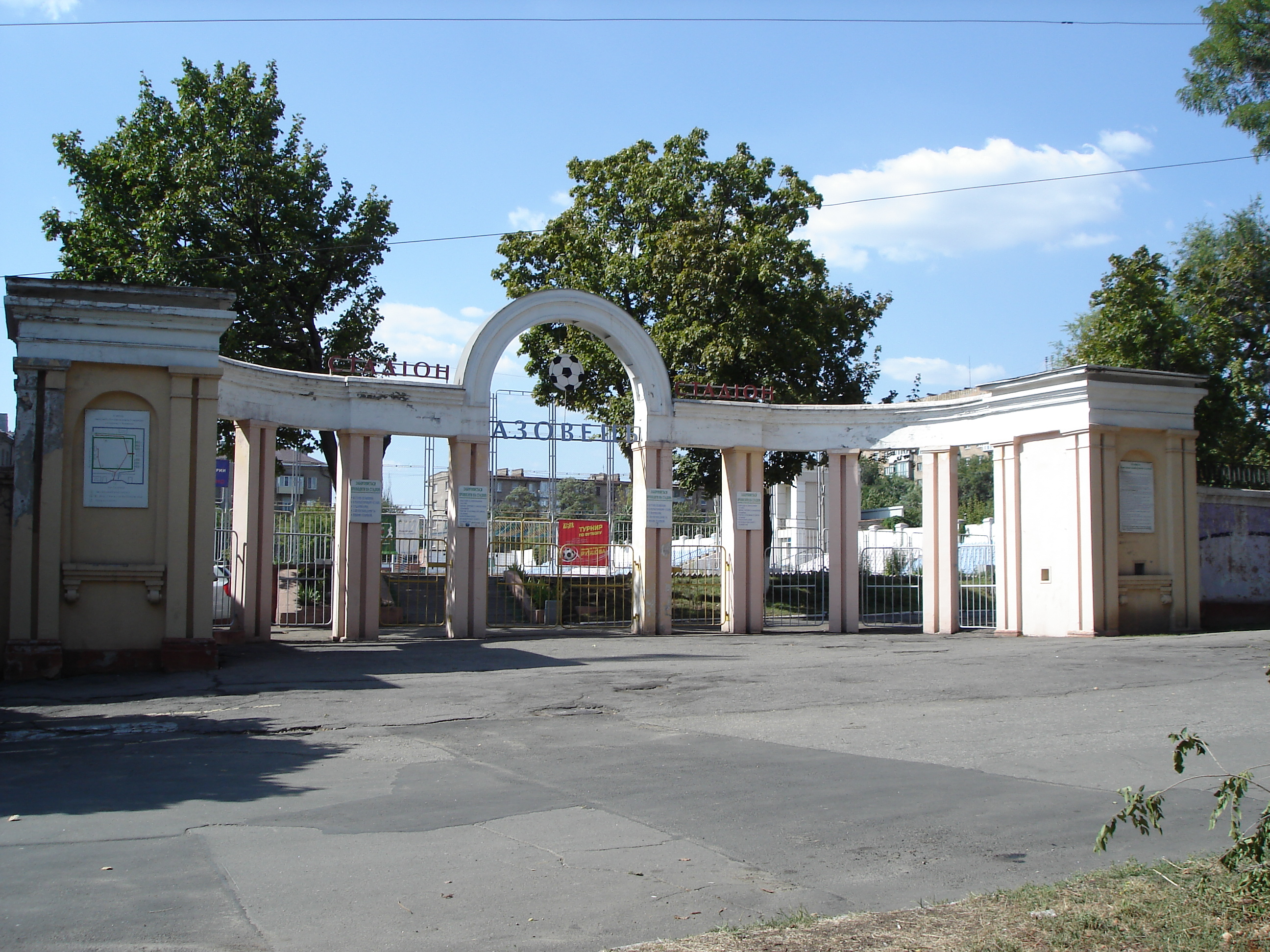
Asowez-Stadion (ukrainisch Стадіон «Азовець»)
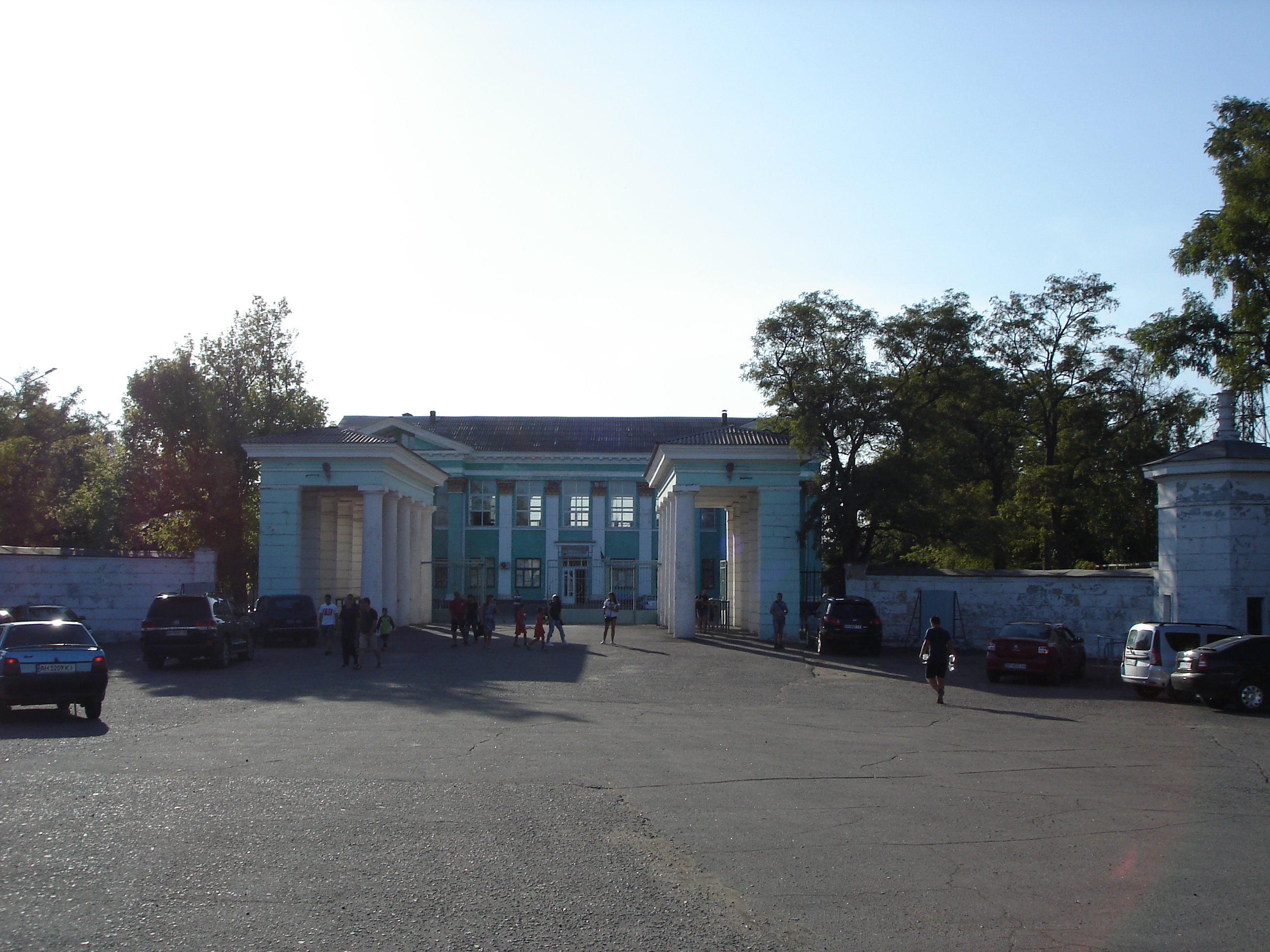
Asowstahl-Stadion (ukrainisch Стадіон «Азовсталь»)
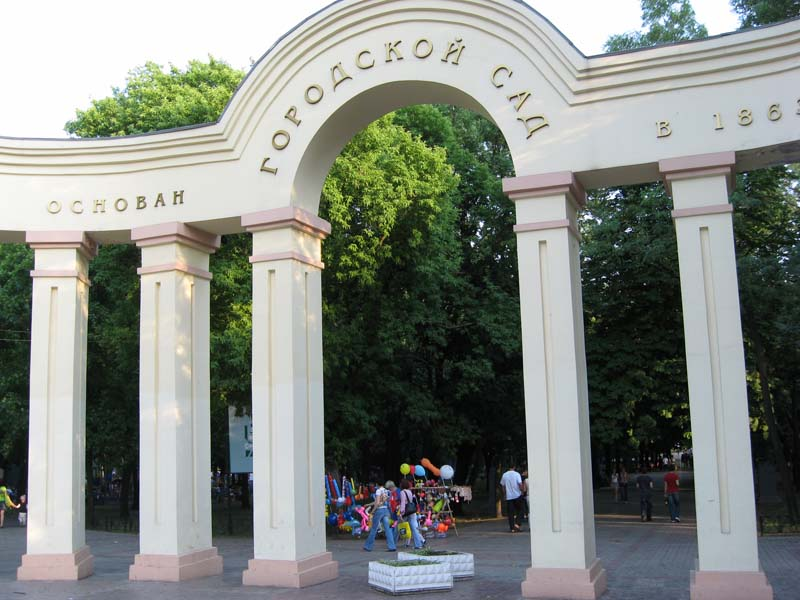
Stadtpark (russisch Городской Сад)

### Sportstätten

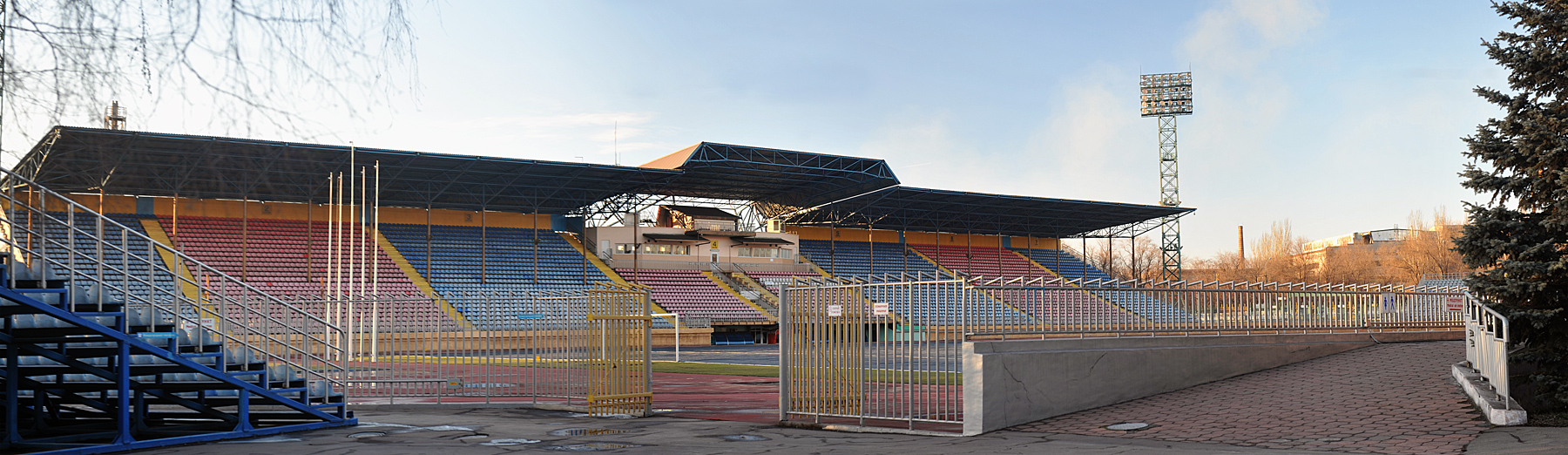
Wolodymyr-Bojko-Stadion
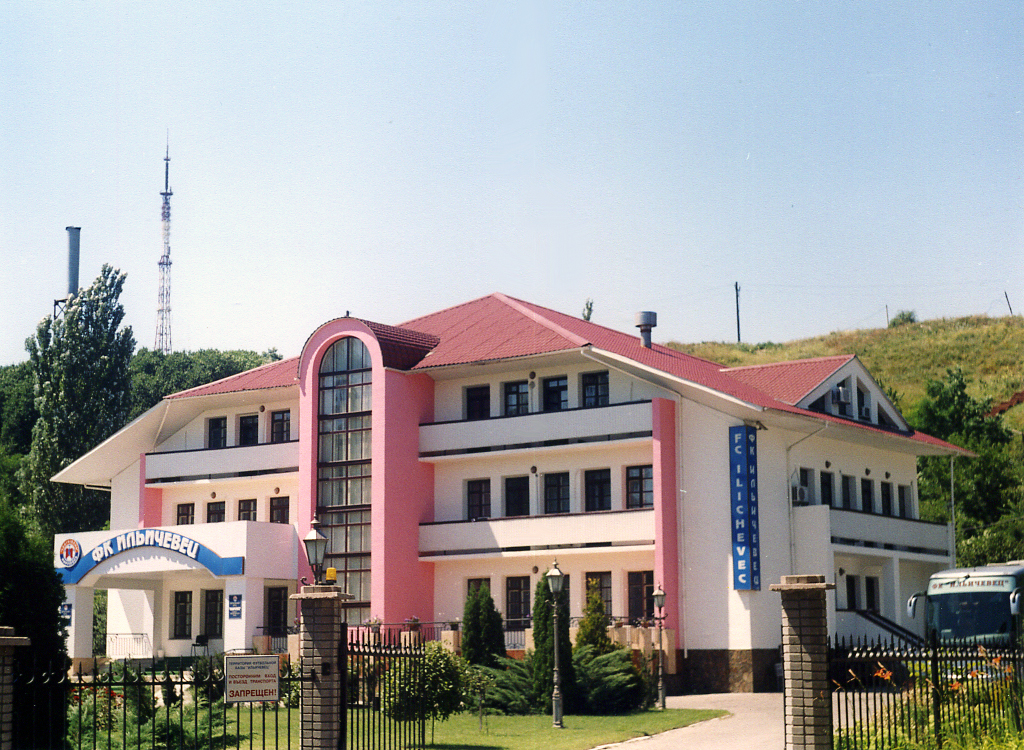
Trainingszentrum des FK Mariupol
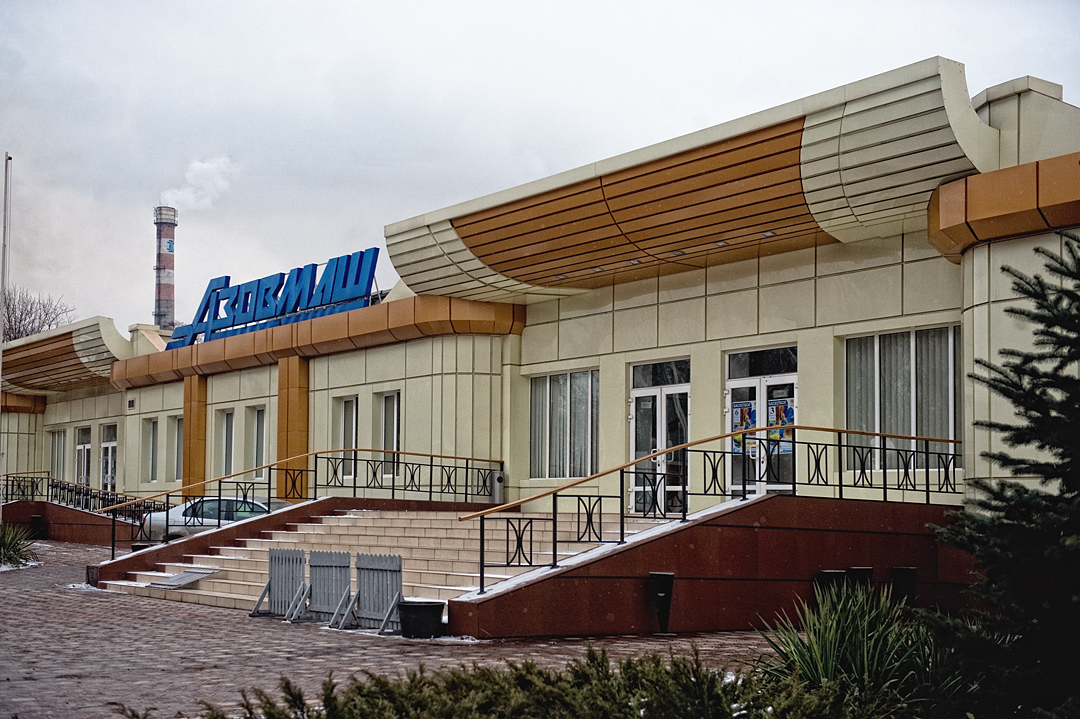
Arena im Sportkomplex Asowmasch (russisch Домашняя арена «Азовмаш»)
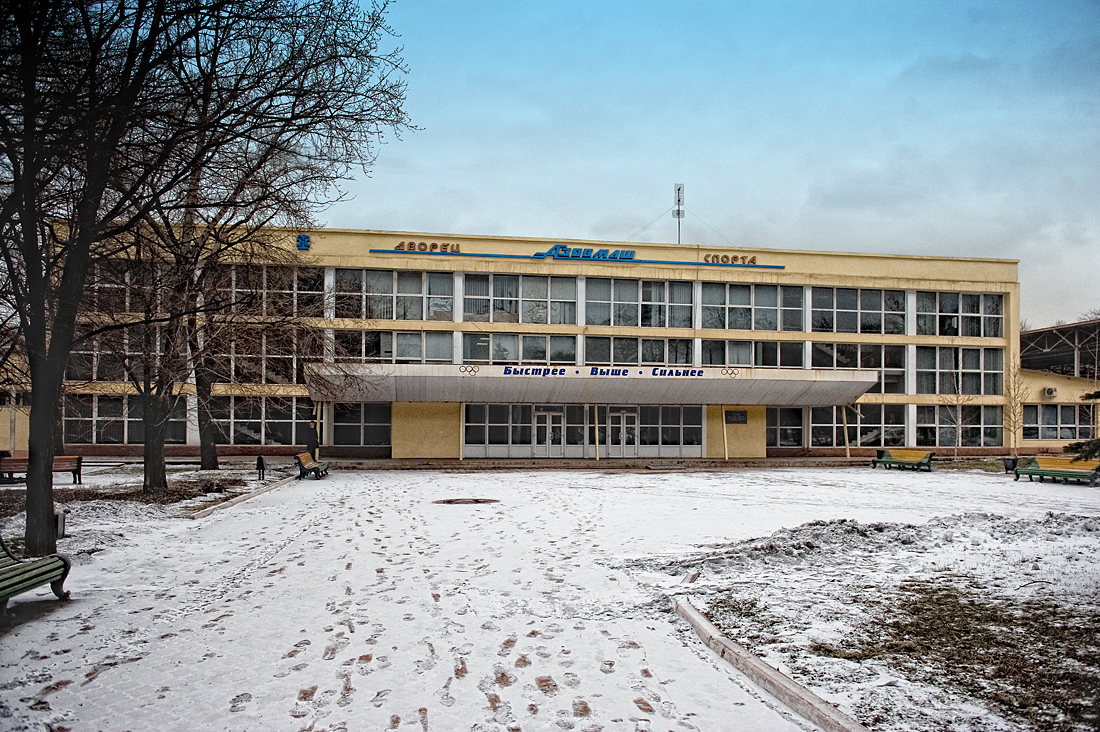
Sportpalast im Sportkomplex Asowmasch (ukrainisch Палац спорту «Азовмаш»)
Markochim-Volleyball-Kuppelbau (russisch Волейбольный спортивный зал «Маркохим»)[46]
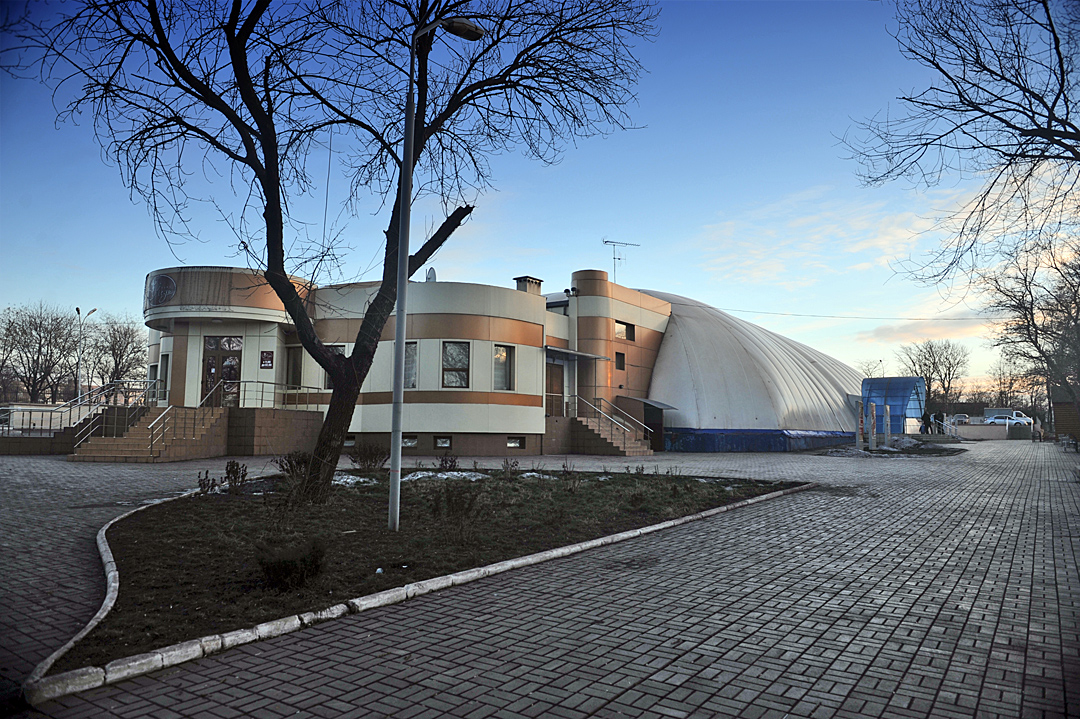
Eissporthalle «Eisberg» (russisch Ледовый комплекс «Айсберг»)